# Elecciones generales de Cuba de 1940
Unas elecciones presidenciales y parlamentarias se realizaron en Cuba el 14 de julio de 1940 para renovar la Presidencia de la República, la Cámara de Representantes y el Senado. Fulgencio Batista, liderando una gran coalición de izquierda conocida como Coalición Socialista Democrática, obtuvo un amplio triunfo con el 56.64% de los votos, superando a Ramón Grau San Martín, candidato del Partido Auténtico, apoyado por el Frente de Oposición. El Partido Auténtico obtuvo 34 de 162 escaños en la Cámara de Representantes, una ínfima mayoría simple, pero la Coalición Socialista Democrática al completo obtuvo 94, asegurándose la mayoría absoluta. En el Senado, la alianza de Batista obtuvo 22 de los 36 escaños contra 14 del Frente de Oposición. La participación electoral fue del 73.4%.

## Resultados

### Elecciones presidenciales
|  | 56.64 % |

|  | 40.35 % |

|  | 3.01 % |

### Senado
|          |                                  |           |         |  |  |  |  |  |  |
| Partidos | Partidos                         | Senadores |         |  |  |  |  |  |  |
| Partidos | Partidos                         | Senadores | Gráfica |  |  |  |  |  |  |
|          | Coalición Socialista Democrática | 22        | 22/36   |  |  |  |  |  |  |
|          | Frente de Oposición              | 14        | 14/36   |  |  |  |  |  |  |
| Total    | Total                            | 36/36     | 36      |  |  |  |  |  |  |

### Cámara de Representantes
|          |                                  |                |         |  |  |  |  |  |  |
| Partidos | Partidos                         | Representantes |         |  |  |  |  |  |  |
| Partidos | Partidos                         | Representantes | Gráfica |  |  |  |  |  |  |
|          | Coalición Socialista Democrática | 94             | 94/162  |  |  |  |  |  |  |
|          | Frente de Oposición              | 62             | 62/162  |  |  |  |  |  |  |
|          | Otros                            | 2              | 6/162   |  |  |  |  |  |  |
| Total    | Total                            | 162/162        | 162     |  |  |  |  |  |  |

| Coalición Socialista Democrática |       |     |       |     |    |  |  |
| Partido Liberal de Cuba          | 23    | 94  | 11    | 22  |    |  |  |
| Partido Republicano Demócrata    | 22    | 94  | Nuevo | 22  |    |  |  |
| Unión Nacionalista               | 21    | 94  | 9     | 22  |    |  |  |
| Asociación Nacional Democrática  | 18    | 94  | 52    | 22  |    |  |  |
| Unión Revolucionaria Comunista   | 10    | 94  | 9     | 22  |    |  |  |
| Frente de Oposición              |       | 94  |       |     |    |  |  |
| Partido Auténtico                | 34    | 62  | Nuevo | 14  |    |  |  |
| Acción Republicana               | 16    | 62  | 9     | 14  |    |  |  |
| Partido ABC                      | 12    | 62  | Nuevo | 14  |    |  |  |
| Otros                            | Otros | 6   | 6     |     |    |  |  |
| Total                            | Total | 162 | 162   | 162 | 36 |  |  |
| Fuente: Nohlen                   |       |     |       |     |    |  |  |